# 山上村 (石川県)
山上村（やまがみむら）は、石川県能美郡に存在した村。
村名の由来は江戸時代に山上郷（やまがみごう）がこの一帯に在ったことによる。

## 地理
- 旧・辰口町（現・能美市）の概ね北半分にあたる所。北の境を手取川が流れ、大字出口、岩内、和佐谷には渡し船があった。鶴来町との間には天狗橋（1904年（明治37年）竣工）が架かる。
- 当時の主な産業は農業、林業、養蚕、絹織物、生糸など。
- 辰口温泉の在る所でもある。

## 歴史
- 1907年（明治40年）8月5日 - 山口村及び宮内村が合併して、山上村が発足する。
- 1925年（大正14年） - 能美電気鉄道（後の北陸鉄道能美線）が、この年の間に新寺井駅〜新鶴来駅（天狗山）間を開業。
- 1932年（昭和7年）1月16日 - 能美電気鉄道が鶴来駅まで開業。
- 1938年（昭和13年） - 手取川に辰口橋を架設。
- 1951年（昭和26年） - 大字旭台を新設する。21大字となる。
- 1956年（昭和31年）9月30日 - 山上村、国府村の区域の一部及び久常村の区域の一部が合併して、辰口町が発足する。